# Tônia Carrero
Tônia Carrero, nome artístico de Maria Antonieta Portocarrero Thedim (Rio de Janeiro, 23 de agosto de 1922 – Rio de Janeiro, 3 de março de 2018), foi uma atriz brasileira, de cinema, teatro e televisão.
Com mais de sessenta anos de carreira e conhecida por sua beleza, começou na vida artística nos primeiros anos da indústria cinematográfica e televisiva do Brasil.

## Biografia
Nascida e criada na zona sul carioca, Maria Antonieta de Farias Portocarrero, seu nome de solteira, era filha do general Hermenegildo Portocarrero, e de Zilda de Farias Portocarrero. Era descendente do marechal Hermenegildo de Albuquerque Porto Carrero, barão de Forte de Coimbra.
Apesar de graduada em Educação Física, a formação de Tônia como atriz foi obtida em cursos de teatro em Paris. Antes de partir para a França, fez um pequeno papel no filme Querida Susana. Foi a estrela da Companhia Cinematográfica Vera Cruz, tendo atuado em diversos filmes.
A estreia em teatro foi no Teatro Brasileiro de Comédia (TBC), em São Paulo, com a peça Um Deus Dormiu Lá em Casa, onde teve como parceiro o ator Paulo Autran. Após a passagem pelo TBC, formou com seu marido à época, o italiano Adolfo Celi, e com o amigo Paulo Autran, a Companhia Tônia-Celi-Autran (CTCA), que nos anos 1950 e 1960 revolucionou a cena do teatro brasileiro ao constituir um repertório com peças de autores clássicos, como Shakespeare e Carlo Goldoni, e de vanguarda, como Sartre. Ainda na década de 1960, na TV Rio, apresentou o programa No mundo de Tônia, com músicas, danças e poesias.
Na TV, um dos seus personagens mais marcantes foi a sofisticada e encantadora Stella Fraga Simpson em Água Viva (1980), de Gilberto Braga. Tônia viria a trabalhar novamente com o autor, em 1983, na novela Louco Amor, dessa vez interpretando a não menos charmosa e chique Mouriel. Tanto em Água Viva como em Louco Amor, Tônia perdeu o papel de vilã para Beatriz Segall e Tereza Rachel, respectivamente. Mesmo assim, os dois personagens que interpretou foram um sucesso. Em 1981, chegou a ir a Portugal, para atuar no especial de Ano Novo do programa Sabadabadu (1981/1982), que tinha Camilo de Oliveira e Ivone Silva como atores principais do show. Anos depois, voltou ao país para atuar no programa Cupido Electrónico (1992), que misturou atores brasileiros com portugueses.
Era mãe do ator Cecil Thiré, e avó dos atores Miguel Thiré, Luísa Thiré e Carlos Thiré.

## Vida pessoal
Maria Antonieta era chamada carinhosamente de "Mariínha" por seu pai, que era oficial do Exército Brasileiro. Também seus irmãos seguiram carreira militar. Só a menina, contrariando a vontade materna, se interessou por artes, balé, teatro e cinema. Tônia Carrero formou-se em Educação Física na então denominada Universidade do Brasil (hoje UFRJ) - Escola de Educação Física e Desporto (EEFD) na década de 1940.

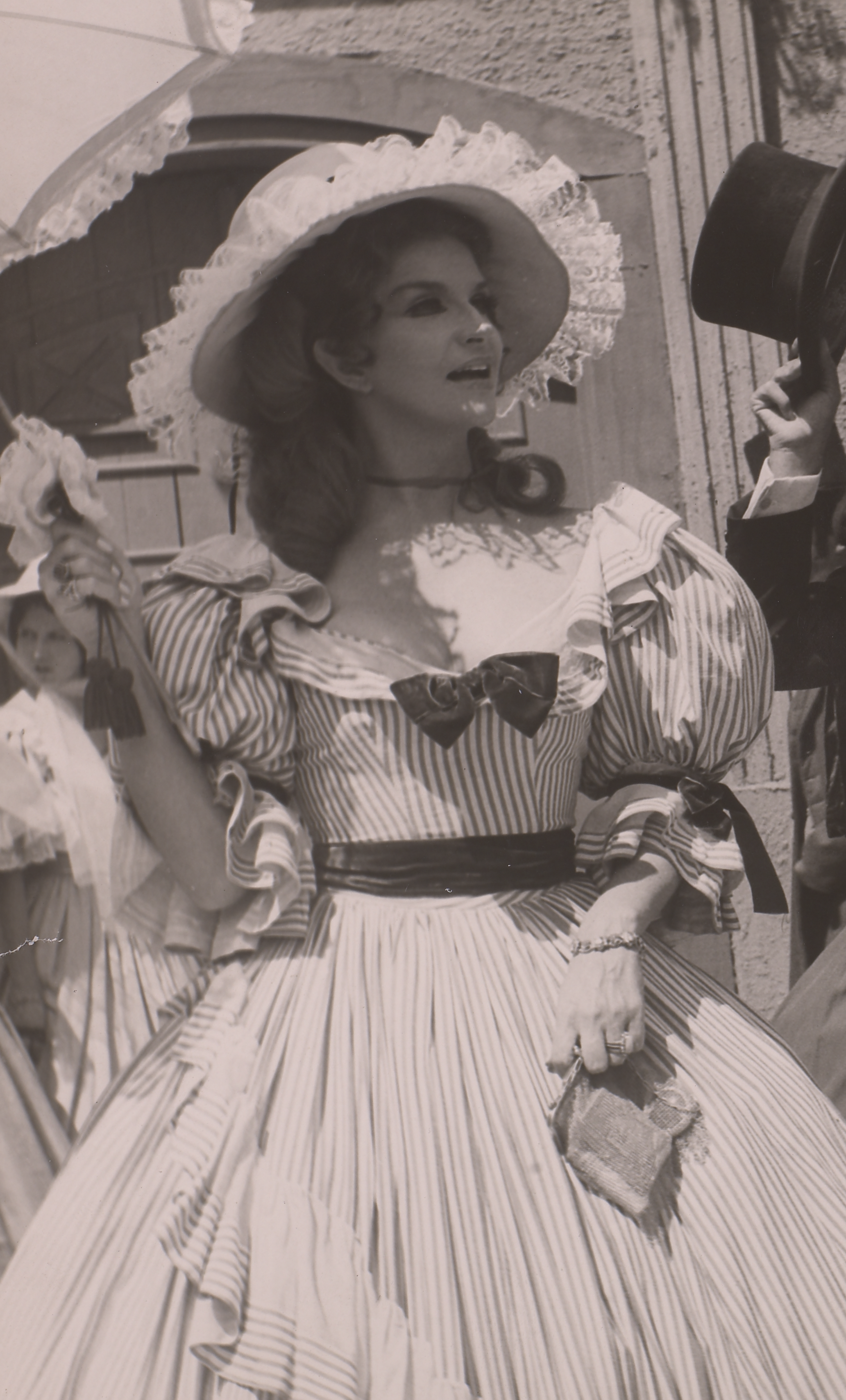
Tônia Carrero em telenovela "Sangue do meu sangue", 1969.

Em 1947, a convite de um amigo de seu pai, chamado Saraiva, atuou como figurante no filme Querida Susana,  ao lado da também estreante Nicette Bruno. Logo apareceu na imprensa uma crônica sobre ela, com o título: “Nasce uma estrela”. Após a estreia do filme, Tônia decidida a estudar teatro, esteve na França pós-guerra onde fez um curso de atuação, acompanhada do primeiro marido, com quem se casou aos dezessete anos, o requintado artista plástico e das artes cênicas Carlos Arthur Thiré, pai de seu filho Cecil Thire. [carece de fontes?]
Voltando ao Brasil, fez testes para várias companhias de teatro, mas não foi aceita em nenhuma. Não quis fazer parte da companhia cinematográfica Atlântica, pois Tônia não se identificou com as propostas artísticas da companhia. Foi quando Fernando de Barros a ajudou, colocando-a na companhia de Maria Della Costa. Em 1948 foi para o Rio Grande do Sul e participou de filmes como Caminhos do Sul e Perdida pela Paixão, onde foi protagonista.
Em 1949  após ser recusada por várias companhias de teatro, decidiu iniciar o próprio grupo teatral junto com o empresário Fernando de Barros. Com a importância de quarenta mil cruzeiros fundaram a pequena "Companhia de Teatro Fernando de Barros", onde buscando por um elenco de amadores, conheceu o então advogado, ator e amigo de uma vida inteira, Paulo Autran. Estrearam em 13 de dezembro de 1949  no teatro Copacabana Palace, a peça Um Deus Dormiu Lá em Casa . A peça recebeu prêmios e com ela Tônia e Paulo foram premiados como atores revelação. Em 1951 Tônia já era estrela nacional e estampava as desejadas capas da Cinelândia. Foi então contratada pela Companhia Cinematográfica Vera Cruz, onde fez Tico-tico no Fubá, É Proibido Beijar e Appassionata . Em 1953, a convite do produtor teatral Franco Zampari, ingressou no Teatro Brasileiro de Comédia, onde atuou em Leito Nupcial, Uma Certa Cabana e outras peças. Mais tarde com o sucesso do TBC, Tônia Paulo e Celi (diretor de teatro e cinema, tal como segundo marido) formaram juntos sua própria companhia de teatro, o CTCA.
Começou a fazer televisão na década de 1960. O autor de telenovelas Vicente Sesso a chamou para fazer Sangue do Meu Sangue e Pigmalião 70 , já na TV Globo. Fez ainda: O Cafona, Primeiro Amor e Louco Amor, Água Viva e Senhora do Destino.
Tônia Carrero conquistou prêmios importantes, nacionais e internacionais, como “Velho Guerreiro”, “Moliere”, “APCA”, “APTESP”, “Prêmio do Mérito Militar”, “Legion des Arts et des Lettres” da França e comendas.
Quando lhe perguntaram se era vaidosa, respondeu: “Minha vaidade é melhorar cada vez mais como ser humano, capaz de olhar para os outros, e não apenas para o próprio umbigo. Disso eu sou vaidosa. Sempre procurei e procuro ainda crescer”.
Em relação aos matrimônios de Tônia Carrero, seu primeiro casamento durou de 1940 a 1950 com o artista plástico Carlos Arthur Thiré, com quem teve um único filho, o ator Cecil Thiré. De 1957 a 1962, foi casada com o ator e diretor italiano Adolfo Celi. Seu terceiro e último casamento foi de 1964 a 1977, com o engenheiro César Thedim, de quem assinava o sobrenome. Após o último matrimônio, manteve outros relacionamentos, mas não quis mais casar-se.[carece de fontes?]
Batizada católica-romana quando criança, Tônia se considerava espiritualista.

### Imagem pública
Contemporâneas de Tônia, as atrizes Ava Gardner, Rita Hayworth, Marilyn Monroe e Grace Kelly foram algumas das responsáveis por levar milhões de espectadores às salas de cinema em todo o mundo. Tônia Carrero foi capaz de fazer o mesmo, como deu provas em “Tico-tico no fubá”, filme de 1952 que competiu no Festival de Cannes, na França.

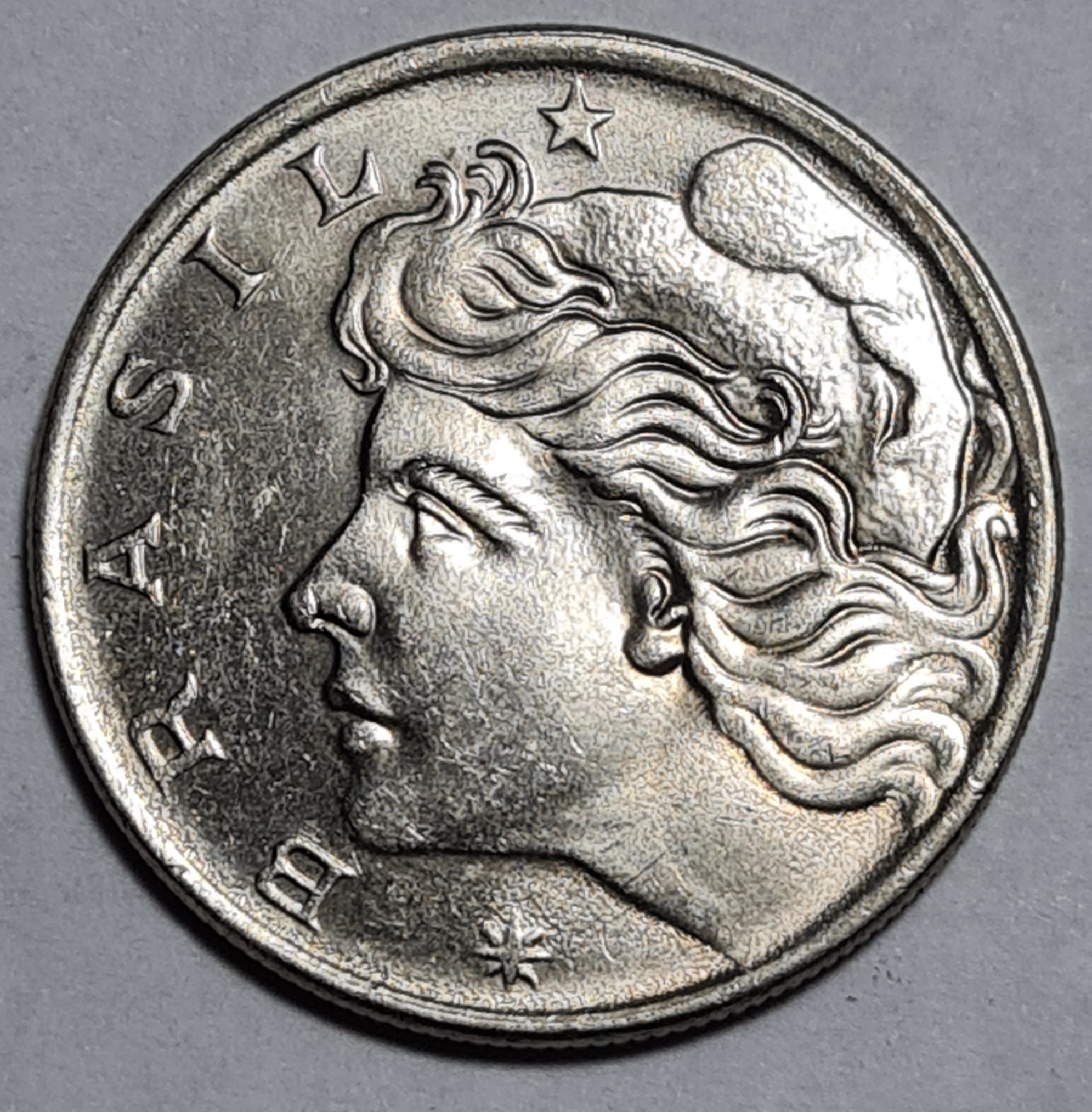
Rosto de Tônia Carrero em moeda de 1 Cruzeiro (1975)

Em 1965 o gravador Benedicto Ribeiro, responsável por desenhar a nova efígie da República nas moedas nacionais, se inspirou no rosto de Tônia. As moedas que receberam o rosto de Tônia Carrero são as seguintes: 50 Cruzeiros de 1965, 1 Centavo cunhado de 1967 à 1975, 1 Centavo da série FAO cunhado entre 1975 e 1978, 2 Centavos cunhado entre 1967 à 1975, 2 Centavos da série FAO cunhado entre 1975 e 1978, 5 Centavos cunhado de 1967 à 1975, 5 Centavos série FAO cunhado entre 1975 e 1978, 10 Centavos cunhado de 1967 à 1979, 20 Centavos cunhado entre 1967 à 1970, 50 Centavos cunhado entre 1967 e 1979 e 1 Cruzeiro cunhado de 1967 a 1978. Também houve uma nota de 1 Cruzeiro com a mesma efígie destas moedas.

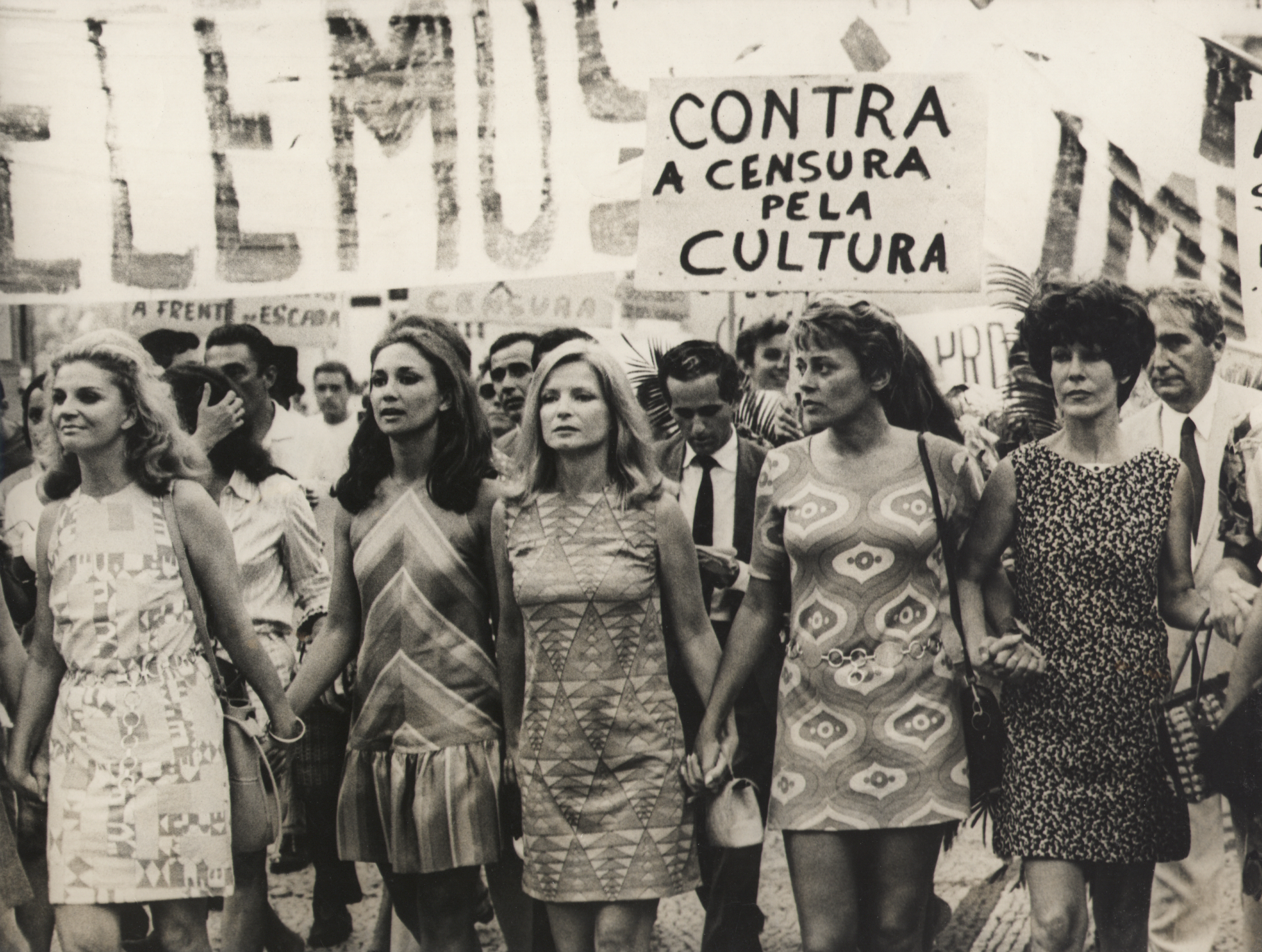
Artistas protestam contra a Ditadura Militar - Tônia Carreiro, Eva Wilma, Odete Lara, Norma Bengell e Cacilda Becker

Em declarações sobre esse fato, Tônia disse ter ficado "envaidecida" com a homenagem, confirmando a mesma em 1996 para a Folha de S.Paulo e novamente em 2000 na Revista IstoÉ Gente.
Confiante em seus atributos físicos, Tônia jamais se viu refém da própria aparência. “Ser uma mulher bonita nunca atrapalha, só ajuda”, acrescentando que a “beleza abre portas, fortalece o caráter e nos torna mais condescendentes”.
Tônia foi pessoalmente até o ministro da Justiça do presidente Costa e Silva, em pleno regime militar, para brigar pela liberação da peça “Navalha na carne”, de Plínio Marcos. Venceu duplamente. Sua interpretação da prostituta Neusa Suely rendeu o prêmio Molière. No ano seguinte, 1968, Tônia marchou contra a censura ao lado de Eva Wilma, Leila Diniz, Odete Lara e Norma Bengell na Passeata dos Cem Mil.[carece de fontes?]
Sempre sedutora, era cobiçada por intelectuais e poderosos. “Eu me arrependo de não ter dado para Juscelino Kubitschek e Vinícius de Moraes”, afirmou certa vez, com sua peculiar sinceridade. “Se me importasse com o que pensam e falam de mim, não levantaria da cama”, dizia.
Sobre Tônia, o autor e dramaturgo e jornalista Aguinaldo Silva escreveu no seu blog em 2018: "Ela era uma das raríssimas a quem se poderia classificar, sem nenhum exagero, como uma Diva".

### Últimos anos

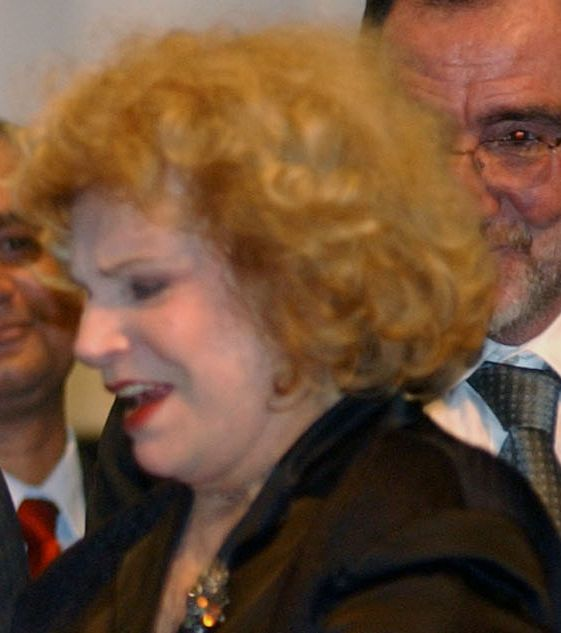
Tônia Carrero recebendo a medalha da Ordem do Mérito Cultural em 07 de novembro de 2007 no Teatro do Palácio das Artes.

Cecil Thiré, filho de Tônia, em entrevista ao jornal Extra em dezembro de 2015, declarou pela primeira vez o estado de saúde da mãe. Segundo ele, a atriz sofria de uma doença conhecida como hidrocefalia oculta, tendo sido submetida a uma cirurgia pela primeira vez em 2000. Sem dar mais detalhes, Cecil contou que o quadro de Tônia era estável mas que, devido a doença, não se comunicava mais nem conseguia andar normalmente. Vivia em seu apartamento no Leblon, cercada de familiares e sempre recebia visitas de amigos próximos.

### Morte
Tônia Carrero faleceu aos 95 anos, em 3 de março de 2018, na Clínica São Vicente, na Gávea, zona sul do Rio, vítima de uma parada cardíaca enquanto realizava um procedimento cirúrgico para tratar de uma úlcera no osso sacro. Havia alguns anos, sua saúde estava debilitada por causa da hidrocefalia que a acometeu já idosa e que a impedia de falar e se locomover.
O corpo de Tônia Carrero foi velado em uma cerimônia aberta ao público no Theatro Municipal do Rio de Janeiro na tarde de 04 de março de 2018, posteriormente, cremado apenas com a presença da família.
Noticiada em várias das principais fontes jornalísticas do país, o falecimento de Tonia Carrero, mobilizou a classe artística tal como o público que acompanhou sua carreira em décadas passadas.
O portal IstoÉ publicou:
"Estrelas de primeira grandeza como Tônia Carrero jamais saem de cena. O brilho que irradiam permanece intenso mesmo quando se afastam dos holofotes, elas vivem iluminadas e mantêm seu brilho após partir [...] É algo que emana de sua essência quase divina – e que as tornam imortais. Assim são as divas!".

## Centenário e legado cultural
Em agosto de 2022, com projeto do cenógrafo Kleber Montanheiro, a "Ocupação Tônia Carrero" foi concebida pelos núcleos de artes cênicas e enciclopédia do Itaú Cultural, em colaboração com Luiza Thiré na cidade de São Paulo.

Paulo Autran, Tônia Carrero e Maurício Barroso na peça Uma Certa Cabana (1955)

A proposta da mostra foi celebrar o centenário da atriz e revelar suas múltiplas facetas a partir de mais de 230 itens, entre fotos, trechos de filmes, roteiros originais, recortes de jornais, vídeos, cadernos de anotações da atriz, figurinos, cartazes de filmes e peças protagonizadas por ela, documentos, objetos e depoimentos de pessoas que trabalharam e conviveram com ela.
Todo esse material foi reunido a partir de várias fontes, como o acervo da família, os arquivos da Cinemateca Brasileira, a coleção de figurinos e os acervos da TV Cultura, do Instituto Moreira Salles, do Museu da TV, do Centro Cultural São Paulo e do Arquivo Nacional.
Duas peças foram apresentadas em agosto de 2022 para homenagear a atriz. A reapresentação de Navalha na Carne e a peça O mostro de olhos azuis, ambas apresentadas pelos netos da atriz, com a presença de seus familiares e um público restrito.
Em janeiro de 2023, Tônia Carrero foi homenageada na "Exposição Paulo Autran 100 anos", no Museu da Imagem e do Som, referenciada como legado cultural ao acervo cênico, teatral, dramatúrgico e cinematográfico brasileiro. Fez parte da ocupação uma mostra de filmes e acervo documental. O destaque foi a reestreia de Appassionata em 18 de janeiro de 2023, exibido na sala de cinema do MIS.

## Filmografia

### Cinema
| Ano  | Título                         | Personagem        |
| ---- | ------------------------------ | ----------------- |
| 1947 | Querida Susana                 | Menina no Colégio |
| 1949 | Caminhos do Sul                | Helena            |
| 1950 | Quando a Noite Acaba           | Margarida         |
| 1952 | Apassionata                    | Sílvia Nogalis    |
| 1952 | Tico-Tico no Fubá              | Branca            |
| 1954 | É Proibido Beijar              | June Gray         |
| 1955 | Mãos Sangrentas                | Cantora           |
| 1961 | Alias Gardelito                | Pilar             |
| 1962 | Copacabana Palace              | Señora López      |
| 1962 | Esse Rio que Eu Amo            | Foliã             |
| 1962 | Sócio de Alcova                | Marina Silvera    |
| 1969 | Tempo de Violência             | Marta             |
| 1977 | Gordos e Magros                | Helena            |
| 1987 | Sonhos de Menina Moça          | Yolanda           |
| 1988 | A Bela Palomera                | Mãe de Orestes    |
| 1988 | Fogo e Paixão                  | Pedinte           |
| 1990 | O Gato de Botas Extraterrestre | Avó               |
| 2005 | Vinicius                       | Ela Mesma         |
| 2008 | Chega de Saudade               | Alice             |

### Televisão
| Ano       | Título                    | Personagem                                          | Emissora      |
| --------- | ------------------------- | --------------------------------------------------- | ------------- |
| 1952-1960 | Grande Teatro Tupi        | Vários personagens                                  | Rede Tupi     |
| 1961      | Círculo Vicioso           | Ximena Ranieri                                      | Rede Tupi     |
| 1962      | E a Vida Continua         | Emília Silva                                        | Rede Tupi     |
| 1963      | Aqueles que Dizem Amar-se | Teodora Feitosa Juncal                              | TV Excelsior  |
| 1966      | A Mulher que Amou Demais  | Míríam Porto                                        | TV Excelsior  |
| 1969      | Sangue do Meu Sangue      | Pola Renon                                          | TV Excelsior  |
| 1970      | Pigmalião 70              | Cristina Melo de Guimarães Cerdeira                 | Rede Globo    |
| 1970      | A Próxima Atração         | Maria da Glória                                     | Rede Globo    |
| 1971      | O Cafona                  | Beatriz                                             | Rede Globo    |
| 1972      | O Primeiro Amor           | Maria do Carmo                                      | Rede Globo    |
| 1972      | Uma Rosa com Amor         | Roberta Vermont                                     | Rede Globo    |
| 1976      | Caso Especial             | Renata Velasques (Episódio: "O Silêncio É de Ouro") | Rede Globo    |
| 1980      | Água-Viva                 | Stella Fraga Simpson                                | Rede Globo    |
| 1981      | O Amor é Nosso            | Gilda                                               | Rede Globo    |
| 1983      | Louco Amor                | Muriel                                              | Rede Globo    |
| 1987      | Sassaricando              | Rebeca Rocha (Bebé)                                 | Rede Globo    |
| 1989      | Kananga do Japão          | Letícia Viana                                       | Rede Manchete |
| 1993      | Cupido Electrónico        | D. Nenette                                          | RTP           |
| 1995      | Sangue do Meu Sangue      | Cecile Renon                                        | SBT           |
| 2000      | Esplendor                 | Mimi Melody                                         | Rede Globo    |
| 2004      | Um Só Coração             | Ela própria (participação especial em um capítulo)  | Rede Globo    |
| 2004      | Senhora do Destino        | Madame Berthe Legrand                               | Rede Globo    |
| 2005      | Sob Nova Direção          | Dona Celita                                         | Rede Globo    |

### Livros
- 1986 - Tônia Carrero: O monstro de olhos Azuis (memórias) / Editora L&PM
- 2008 - Tônia Carrero: Movida pela paixão / Editora Imprensa Oficial - com Tania Carvalho
- 2019 - Amigos para sempre / Editora Ibis Libris - com Luís Artur Nunes

### Teatro
- 2007 - Um Barco Para O Sonho, de Alexei Arbuzov, direção de Carlos Thiré (neto).[3]
- 2005 - Chega de História, de Fauzi Arap.[30]
- 2002 - A Visita da Velha Senhora, de Friedrich Dürrenmatt, com direção de Moacyr Góes.[30]
- 2000 - O Jardim das Cerejeiras, de Anton Tchekhov, com direção de Élcio Nogueira.[30]
- 1999 - Um Equilíbrio Delicado, de Eduardo Wotzik, Tônia e Walmor Chagas festejaram juntos cinquenta anos de teatro, nesse espetáculo.[30]
- 1996 - Amigos Para Sempre, monólogo com roteiro de Tônia Carrero e Luiz Arthur Nunes, com direção de Luiz Arthur Nunes.[30]
- 1993 - Ela é Bárbara, de Barillet e Gredy, com direção de Cecil Thiré.[30]
- 1991 - As Atrizes, de Juca de Oliveira, com direção de Bibi Ferreira.[30]
- 1990 - Mundo, Vasto Mundo, coletânea de textos de Carlos Drummond de Andrade.[30]
- 1989 - Essa Valsa é Minha, de Willian Luce, com direção de Márcio Aurélio.[30]
- 1986 - Quartett, de Heiner Müller, com direção de Gerald Thomas.[30]
- 1984 - A Divina Sarah, de John Murrell, com direção de João Bethencourt.[30]
- 1983 - A Amante Inglesa, de Marguerite Duras, com direção de Paulo Autran.[30]
- 1981 - A Volta por Cima, de Domingos de Oliveira e Lenita Plonczinska, com direção de Domingos de Oliveira.[31]
- 1979 - Teu Nome é Mulher, de Marcel Mithois, com tradução de Cecil Thiré e direção de Adolfo Celi.[31]
- 1978 - Quem Tem Medo de Virgínia Woolf?, de Edward Albee, com direção de Antunes Filho.[31]Paulo Autran e Tônia Carrero em “Negócios de Estado”, 1958.

Paulo Autran e Tônia Carrero em “Negócios de Estado”, 1958.

- 1976 - Doce Pássaro da Juventude, de Tennessee Williams, com direção de Carlos Kroeber.[31]
- 1974 - Constantina, de W. Somerset Maugham, com tradução e direção de Cecil Thiré.[31]
- 1974 - Tiro e Queda (nova montagem), de Marcel Archard, com direção de Cecil Thiré.[31]
- 1971 - Casa de Bonecas, de Henrik Ibsen, com direção de Cecil Thiré.[31]
- 1970 - Macbeth, de William Shakespeare, com direção de Fauzi Arap.[31]
- 1969 - Falando de Rosas, de Frank Gilroy, com direção de Fauzi Arap.[31]
- 1967 - Navalha na Carne, de Plínio Marcos, com direção de Fauzi Arap.[31]
- 1967 - Os Corruptos, de Lillian Hellman, com direção de João Augusto.[31]
- 1965 - A Dama do Maxim's, de Georges Feydeau, com direção de Gianni Ratto.[31]
- 1964 - Qualquer Quarta-Feira, de Muriel Resnik, com direção de Maurice Vaneau.[31]
- 1962 - Tiro e Queda, de Marcel Archard, com direção de Antonio de Cabo.[32]
- 1961 - Castelo na Suécia, de Françoise Sagan, com direção de Adolfo Celi.[32]
- 1961 - Lisbela e o Prisioneiro, adaptação da obra homônima de Osman Lins, com direção de Adolfo Celi.[32]
- 1960 - Dois na Gangorra, de Willian Gibson, com direção de Adolfo Celi.[32]
- 1959 - A Torre de Marfim, de Cléber Ribeiro Fernandes, com direção de Adolfo Celi.[32]
- 1959 - Seis Personagens à Procura de um Autor, de Luigi Pirandello, com direção de Adolfo Celi.[32]
- 1958 - Olho Mecânico, de A.C.Carvalho, com direção de Benedito Corsi.[32]
- 1958 - Calúnia, de Lillian Hellman, com direção de Adolfo Celi.[32]
- 1957 - Natal na Praça, de Henri Gheon, com direção de Benedito Corsi.[32]
- 1957 - Frankel, de Antônio Calado, com direção de Adolfo Celi.[32]
- 1957 - O Rapto das Cebolinhas, de Maria Clara Machado, com direção de Cláudio Correia e Castro.[32]
- 1957 - Negócios de Estado (nova montagem), de Louis Verneuil, com direção de Adolfo Celi.[32]
- 1957 - Esses Maridos, de Georges Axelrod, com direção de Adolfo Celi.[32]
- 1956 - Um Deus Dormiu Lá em Casa (nova montagem), de Guilherme Figueiredo, com direção de Adolfo Celi.[32]
- 1956 - Entre Quatro Paredes, de Jean-Paul Sartre, com direção de Adolfo Celi.[32]
- 1956 - A Viúva Astuciosa, de Carlo Goldoni, com direção de Adolfo Celi.[32]
- 1956 - Otelo, de William Shakespeare, com direção de Adolfo Celi.[33]
- 1955 - Santa Marta Fabril, de Abílio Pereira de Almeida, com direção de Adolfo Celi.[33]
- 1955 - O Profundo Mar Azul, de Terence Rattigan, com direção de Adolfo Celi.[33]
- 1954 - Cândida, de Bernard Shaw, com direção de Ziembinski.[33]
- 1954 - Negócios de Estado, de Louis Verneuil, com direção de Ziembinski.[33]
- 1954 - Uma Mulher do Outro Mundo, de Noel Coward, com direção de Adolfo Celi.[33]
- 1953 - Uma Certa Cabana, de André Roussin, com direção de Adolfo Celi.[33]
- 1953 - Improviso, coletânea de textos de vários autores, de Nicette Bruno.[33]
- 1950 - Amanhã, se Não Chover, de Henrique Pongetti, com direção de Ziembinski.[33]
- 1950 - Helena Fechou a Porta, de Accioly Netto, com direção de Ziembinski.[33]
- 1950 - Don Juan, de Guilherme Figueiredo.[33]
- 1949 - Um Deus Dormiu Lá em Casa, de Guilherme Figueiredo, com direção de Adolfo Celi.[3]